# Lönespridning
Lönespridning är ett arbetsmarknadspolitiskt begrepp som innebär skillnader i lön mellan olika grupper av arbetstagare avseende till exempel region, utbildning, yrke, bransch, ålder samt kön. Lönespridningen påverkas dels av löneförhandlingar, dels av hur efterfrågan och utbud av olika typer av arbetskraft förändras. I politisk debatt används vanligtvis inte ett enda, konsekvent definierat spridningsmått i diskussioner om lönespridning, utan flera olika förekommer. På nationell nivå kan inkomstspridning mätas med olika mått. Vanligt förekommande är att kvoten mellan högsta och lägsta decil för heltidsanställdas löner, kvoten mellan medianlönen och lägsta decilen eller måttet ginikoefficient.
Mätt som kvot mellan högsta och lägsta decil av bruttolöner, dvs före skatt, har Sverige lägst lönespridning av alla länder som är medlemmar i OECD.
Lönespridning anses kunna ha både positiva och negativa effekter på medarbetarnas arbetsinsatser och drivkrafter i arbetet. Å ena sidan kan lönen göra personer motiverade och få dem att arbeta hårt för att få en högre lön. Å andra sidan kan det medföra improduktivt beteende. Om löneskillnaden upplevs som orättvis kan vissa medarbetare ägna mer tid åt att förstöra andras arbete än att utföra sina egna arbetsuppgifter. De kan även sprida dålig stämning och ha negativ inverkan på arbetsmiljön. 
På arbetsplatser där samarbete är avgörande för verksamheten är risken större att löneskillnader medför improduktivt beteende. Däremot kan löneskillnaden ha positiv betydelse för produktiviteten i verksamheter som bygger på medarbetarnas intjäningsförmåga, där konkurrens är en naturlig del av verksamheten.